# Хейс, Ратерфорд Бёрчард
Ра́терфорд Бёрчард Хейс (устар. Ру́терфорд (Ре́зерфорд) Би́рчард Гайс; англ. Rutherford Birchard Hayes; 4 октября 1822 года, Делавэр, штат Огайо, США, — 17 января 1893 года, Фримонт, штат Огайо, США) — американский государственный и политический деятель, девятнадцатый президент США (4 марта 1877 — 4 марта 1881). Член Республиканской партии (фракция «полукровок»). Стал президентом в результате выборов, считающихся одними из самых «грязных» в истории США.

## Биография
Ратерфорд Бёрчард Хейс родился 4 октября 1822 года в городе Делавэр (штат Огайо) в семье Ратерфорда Хейса и Софии Бёрчард. Его отец некогда владел лавкой в Вермонте, затем в 1817 году переехал в Огайо, но умер за десять недель до рождения сына. Мать сама вырастила Хейса и его сестру Фэнни. Младший брат Софии, Сардис Бёрчард, некоторое время жил с ними и отчасти заменял Ратерфорду отца.

## Гражданская война
После распада Союза Хейс некоторое время колебался в выборе стороны предпочтения, однако после обстрела форта Самтер решил встать на сторону Севера. Он вступил в армию рядовым, но уже летом 1861 года стал майором 23-го огайского полка. В этот же полк поступил рядовым другой будущий президент — Уильям Мак-Кинли. Полк был направлен в Западную Вирджинию, где провёл осень, зиму и затем лето 1862 года. В ноябре 1861 года Хейсу присвоили звание подполковника. Полк был направлен на усиление армии Джона Поупа, но опоздал ко второму сражению при Бул-Ране. Полк участвовал в сражении у Южной Горы, где штурмовал ущелье Фокса — Хейс получил ранение и по этой причине пропустил сражение при Энтитеме. В октябре он стал полковником регулярной армии и получил временное повышение до бригадного генерала. Ему поручили командование 1-й бригадой дивизии Канава. Весь 1863 год бригада простояла около Чарлстона (Западная Вирджиния) и не участвовала в боевых действиях, кроме небольшой перестрелки с кавалеристами Джона Моргана.

## Президентские выборы 1876 года
В 1876 году республиканскую администрацию президента Улисса Гранта — знаменитого во время Гражданской войны генерала-северянина — захлестнули коррупционные скандалы. Были отстранены от должности несколько высших должностных лиц-республиканцев. У Республиканской партии впервые после Гражданской войны, которую она выиграла и, казалось, навсегда отстранила от власти южан-демократов, появилась перспектива проиграть президентские выборы.
Хейс, являвшийся тогда губернатором Огайо, не был крупным политиком или лидером Таммани-холла и перед выборами был мало кому известен. Его кандидатура на конвенте Республиканской партии в Цинциннати 15 июня 1876 прошла только после седьмого тура голосования, поскольку признанные партийные лидеры Джеймс Блейн, Бенджамин Бристоу и Роско Конклинг были замешаны в коррупции и конкурировали между собой.
Президентские выборы 1876 года по первоначальным подсчётам выиграл разоблачивший коррупционную «шайку Твида» губернатор штата Нью-Йорк демократ Сэмюэл Тилден, за которого, кроме Нью-Йорка, голосовал весь Юг США.
Хейс признал победу соперника.
Но республиканская администрация Гранта, контролировавшая избирательные комиссии, ввела федеральные войска в три южных штата, проголосовавших за Тилдена: Южную Каролину, Флориду и Луизиану — и начала пересчёт голосов в этих штатах и штате Орегон, также проголосовавшем за Тилдена. В результате «пересчёта» в них победил уже Хейс. Главы избирательных комиссий этих штатов подписали и послали в Вашингтон по два (а Флориды — даже три) итоговых бюллетеня: сначала ноябрьский, по которому победил представитель оппозиции Тилден, а впоследствии другой, по которому победил представитель правящей партии Хейс. 16 февраля 1877 года в связи с начавшимися волнениями президент Грант ввёл войска уже в столицу США — Вашингтон. 2 марта 1877 года в 4 часа утра после непрерывного 18-часового заседания Конгресс США с перевесом в один голос выборщика признал президентом Хейса, а 3 марта Палата представителей США 137 голосами против 88 — Тилдена. В феврале — начале марта страна находилась на пороге новой гражданской войны: Север (республиканцы) против Юга (демократы); стал популярен лозунг «Тилден или кровь».
Победа Хейса на президентских выборах с перевесом в 1 голос выборщика, при сомнениях по поводу корректности выборов и подсчёта голосов в четырёх штатах, отдавших ему большинство, считается самой грязной в истории президентских выборов США.
3 марта, на следующий день после решения конгресса США о президентстве Хейса, газета «Нью-Йорк Сан» впервые после убийства Линкольна вышла с траурной рамкой на первой странице — по американской демократии.
В 1976 году, давая оценку этих событий, Гор Видал в послесловии к своему роману «1876» писал, что «год 1876 стал, вероятно, нижней точкой в истории нашей республики».
Инаугурация Хейса прошла возле Капитолия в окружении федеральных войск США.

## Президентство

### Внутренняя политика
Вступив в марте 1877 года на президентский пост, Хейс выставил своей политической программой окончательное примирение между северными и южными штатами, восстановление металлической валюты и искоренение подкупа в администрации. Коррупцию ему изжить не удалось, но, несмотря на сильную оппозицию в конгрессе в лице т. н. гринбекеров — сторонников бумажных денег, он провёл закон о металлической валюте.

### Внешняя политика
После Парагвайской войны Аргентина предъявляла территориальные претензии к Парагваю, часть которых была удовлетворена; но принадлежность части земель (между рекой Верде и главным рукавом реки Пилькомайо), по которым соглашение так и не было достигнуто, была вынесена на суд третейского судьи, в роли которого выступил президент США Ратерфорд Хейс, который и решил спор в пользу Парагвая. В благодарность за это решение в честь Хейса были названы парагвайский департамент Пресиденте-Аес и столица департамента — город Вилья-Аес

## После президентского срока (1881–1893)
Хейс отказался баллотироваться на переизбрание на 1880 года, сдержав свое обещание не баллотироваться на второй срок. Во время Национального съезда Республиканской партии 1880 года он выступил против выдвижения Конклинга и Артура на пост вице-президента, а также против попытки Гранта баллотироваться на третий срок. Хейс считал Гранта неудачником на посту президента и считал, что президент должен иметь один шестилетний срок.  Он был удовлетворен избранием своего товарища-республиканца из Огайо Джеймса А. Гарфилда своим преемником и консультировал его по поводу назначений в следующую администрацию. После инаугурации Гарфилда Хейс и его семья вернулись в Шпигель-Гроув. В 1881 году он был избран кавалером Военного ордена Верного легиона Соединенных Штатов. Он служил главнокомандующим (национальным президентом) Верного легиона с 1888 года до своей смерти в 1893 году. Хотя он оставался лояльным республиканцем, Хейс не был слишком разочарован избранием демократа Гровера Кливленда на пост президента в 1884 году, так как одобрял взгляды Кливленда на реформу государственной службы. Он также был доволен успехами и политической карьерой Уильяма Мак-Кинли, своего армейского товарища и политического протеже.
Хейс стал сторонником образовательных благотворительных организаций и федеральных субсидий на образование для всех детей. Он считал, что образование — лучший способ потушить разногласия в американском обществе и позволить людям совершенствоваться. В 1887 году Хейс был назначен в Попечительский совет Университета штата Огайо,  учебное заведение, которое он помог основать, будучи губернатором Огайо. Он подчеркивал необходимость профессионального, а также как и академического образования: «Я проповедую евангелие труда, — писал он, — я верю в квалифицированный труд как часть образования». Он безуспешно призвал Конгресс принять законопроект, написанный сенатором Генри Блэром, который впервые разрешил бы федеральную помощь образованию. В 1889 году Хейс произнес речь, призывающую чернокожих студентов подавать заявки на стипендии Фонда Слейтера, одной из благотворительных организаций, с которой он был связан. Один такой студент, У. Э. Б. Дюбуа, получил стипендию в 1892 году. Хейс также выступал за улучшение условия содержания в тюрьмах.
Выйдя на пенсию, Хейс был обеспокоен неравенством между богатыми и бедными. В своей речи 1886 года он сказал: «Свободное правительство не может просуществовать долго, если собственность находится в основном в немногих руках, а большие массы людей не могут заработать на жильё, образование и безбедную старость».
Хейс был очень опечален смертью своей жены Люси в 1889 году. Когда она умерла, он писал, что «душа покинула <Шпигель Гроув>». После смерти жены их дочь  Фанни стала спутницей Хейса в поездках, его часто навещали внуки. В 1890 году он возглавлял Конференцию по негритянскому вопросу на озере Мохонк, собрание реформаторов, которые встретились в северной части штата Нью-Йорк для обсуждения расовых проблем. 
Ратерфорд Хейс скончался 17 января 1893 года от осложнений сердечного приступа в своем доме в возрасте 70 лет. Его последними словами были: «Я знаю, что отправляюсь к Люси». Президент США Гровер Кливленд и губернатор штата Огайо Уильям Мак-Кинли, который позднее  в 1897 году стал непосредственным преемником Гровера Кливленда, возглавили похоронную процессию, следовавшую с телом Ратерфорда Хейса к кладбищу Оквуд во Фримонте, штат Огайо, где он был похоронен. В 1915 году его останки были перенесены в его бывшую усадьбу в Шпигель Гроув, чтобы покоиться рядом со своей женой Люси.